# Amazaspes III Mamicônio
Amazaspes III Mamicônio (em latim: Amazaspes; em grego: Αμαζάσπης; romaniz.: Amazáspēs; em armênio: Համազասպ; romaniz.: Hamazasp) foi um armênio do século VI.

## Nome
Amazaspes (Αμαζάσπης, Amazáspēs) ou Amazaspo (Amazaspus; Αμαζάσπος, Amazáspos) são as formas latina e grega do persa médio Hamazaspe (*Hamazāsp) que, em última análise, deriva do persa antigo Hamazaspa (Hamāzāspa). Embora a etimologia precisa de *Hamazāsp/Hamāzāspa permaneça sem solução, pode ser explicada através do avéstico *hamāza-, "colisão/confronto" + aspa-, "cavalo", ou seja, "aquele que possuía corcéis de guerra". Foi registrado em armênio (Համազասպ, Hamazasp) e georgiano (em georgiano: ამაზასპ, Amazasp’) como Hamazaspe.

## Vida

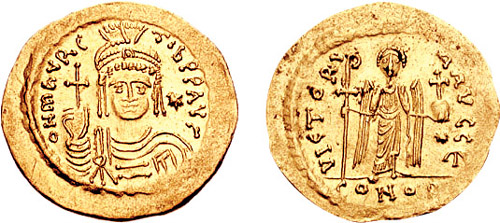
Soldo de Maurício r.

Amazaspes possivelmente era filho de Musel II, brevemente marzobã da Armênia em 594. Cerca de 595, segundo o historiador Sebeos, ajudou o general bizantino Heráclio, o Velho, enviado à Armênia pelo imperador Maurício (r. 582–602), a combater a revolta de Samuel Vanúnio e Atato Corcorúnio. No episódio, perseguiram os rebeldes, que foram obrigados a cruzar o rio Centrites, na fronteira de Corduena com a Armênia, através da chamada ponte de Daniel. Samuel e seus comparsas destruíram a ponte e se prepararam no desfiladeiro próximo para proteger a passagem. Os bizantinos foram obrigados a parar a marchar junto ao rio e pretendiam retornar, quando encontraram um sacerdote viajante e o ameaçaram de morte caso não lhes contasse como poderiam cruzar. Todo o exército cruzou o vau que lhes foi mostrado. Parte das forças bizantinas cobriu a retaguarda, parte protegeu a ponte e a entrada do vale circundante e o restante entrou no ponto onde os rebeldes se protegiam e os massacrou..